# Świstunka grubodzioba
Świstunka grubodzioba (Phylloscopus schwarzi) – gatunek małego, wędrownego ptaka z rodziny świstunek (Phylloscopidae), wcześniej zaliczany do pokrzewkowatych (Sylviidae). Zamieszkuje Azję; sporadycznie zalatuje do Polski. Nie jest zagrożony wyginięciem.

## Systematyka
Gatunek ten po raz pierwszy zgodnie z zasadami nazewnictwa binominalnego opisał w 1863 roku Gustav Radde. Autor nadał mu nazwę Sylvia (Phyllopneuste) Schwarzi, a jako miejsce typowe wskazał Tarei Nor i Góry Burejskie na Zabajkalu i Przyamurzu. Obecnie gatunek umieszczany jest w rodzaju Phylloscopus. Nie wyróżnia się podgatunków.

## Morfologia
Długość ciała wynosi około 12,5–13,5 cm, masa ciała 8–15 g. Jest nieznacznie większa od świstunki brunatnej. Ubarwiona głównie w różnych odcieniach zieleni. Brew długa, dwukolorowa i dobrze widoczna. Od dzioba do oka jest żółtawa, za okiem kolor przechodzi w biały. Nogi różowopomarańczowe, jasne. Dziób gruby, krótki, na końcu lekko zaokrąglony. Pokrywy uszne lekko plamkowane. Pasek oczny ciemny, gruby. Od zielonkawego spodu ciała pokrywy podogonowe różnią się swoją żółtawopomarańczową barwą.

## Zasięg występowania
Świstunki grubodziobe są wędrowne. Gniazdują w południowo-centralnej i południowo-wschodniej Syberii (Nowosybirsk i rosyjska część Ałtaju po Pasmo Stanowe, Kraj Nadmorski, dorzecze Amuru i Sachalin) i dalej na południe po północną Mongolię, północno-wschodnie Chiny (Wielki Chingan i Mały Chingan) i północną Koreę. Poza sezonem lęgowym przebywają w północnej i centralnej Tajlandii, wschodniej Mjanmie na wschód po Indochiny, sporadycznie w południowo-wschodnich Chinach (Guangdong).
W Polsce stwierdzona tylko 8 razy, ostatnio (stan w 2017) dwukrotnie w październiku 2016 w Helu.

## Ekologia i zachowanie
Świstunki grubodziobe gnieżdżą się na polanach w tajdze, w gęstej roślinności, w luźnych sosnowych lasach górskich, zaroślach rododendronów oraz rosnących wzdłuż rzek i strumieni zwartych zaroślach wierzbowych; unikają dużych i zwartych drzewostanów. W trakcie przelotów i na zimowiskach pojawiają się na obszarach podmokłych w zakrzewieniach, w dolinach rzek oraz trzcinowiskach, a nawet nad niewielkimi rowami melioracyjnymi. Żywią się głównie owadami oraz ich larwami. Żerują w gęstych, niskich zaroślach, co utrudnia obserwację. Okres lęgowy trwa od czerwca do sierpnia, gniazdo umieszczone jest w gęstym krzewie, około 1 m nad ziemią.

## Status i ochrona
IUCN uznaje świstunkę grubodziobą za gatunek najmniejszej troski (LC, Least Concern) nieprzerwanie od 1988 (stan w 2022). Liczebność światowej populacji nie została oszacowana, ale ptak ten opisywany jest jako lokalnie pospolity. Ze względu na brak dowodów na spadki liczebności bądź istotne zagrożenia dla gatunku BirdLife International uznaje trend liczebności populacji za stabilny. Wymienia dwie ostoje ptaków IBA, w których stwierdzono świstunki grubodziobe, m.in. Jezioro Teleckie.
Na terenie Polski gatunek ten jest objęty ścisłą ochroną gatunkową.